# Gryon
Gryon és una ciutat i municipi de Suïssa del cantó de Vaud i el districte d'Aigle.